# Новоюмашево
Новоюма́шево (рос. Новоюмашево, башк. Яңы Йомаш) — село у складі Шаранського району Башкортостану, Росія. Входить до складу Мічурінської сільської ради.
Населення — 296 осіб (2010; 340 у 2002).
Національний склад:
- чуваші — 93 %